# Ivot, Șostka
Ivot (în ucraineană Івот) este o comună în raionul Șostka, regiunea Sumî, Ucraina, formată numai din satul de reședință.

## Demografie
Componența lingvistică a comunei Ivot
     Rusă (71,57%)
     Ucraineană (28,43%)
Conform recensământului din 2001, majoritatea populației comunei Ivot era vorbitoare de rusă (71,57%), existând în minoritate și vorbitori de ucraineană (28,43%).